# Мајкл Рисполи
Мајкл Винсент Рисполи (енгл. Michael Vincent Rispoli; рођен 27. новембра 1960. у Тапану, Њујорк), амерички је филмски, ТВ и гласовни глумац.

## Животопис
Рисполи је рођен у Њујорку, округ Рокланд, одрастао у породици од осморо деце. Студирао је позориште на Државном универзитету Њујорка, дипломирао 1982. године.
Рисполи је почео да глуми 1992. године у филму Ноћ и град. Од тада је имао више улога у филмовима и телевизијским серијама као што су Док си ти спавао (1994), Умрети за (1995), Поротник (1996), Вулкан (1997), Покераши (1998), Змијске очи (1998), Семово лето (1999), Породица Сопрано (1999—2001), Трећа смена (1999-2002), Смрт Цмокију (2002), Отмица у метроу 1 2 3 (2009) и Магични град (2012-2013).
Рисполи је ожењен и у слободно време бави се теквондоом и производњом вина.